# Lagidiophthirus parvus
Lagidiophthirus parvus ist eine Art der Tierläuse, die bei den südamerikanischen Hasenmäusen (Lagidium) vorkommt, daher der Gattungsname. Sie ist der einzige Vertreter der Gattung Lagidiophthirus, der von Wolfdietrich Eichler 1950 wegen der spärlichen Beborstung und dem zahnartigen Dorn in der Genitalgegend der Weibchen von der Gattung Eulinognathus abgetrennt wurde.
Die Weibchen sind bis zu 0,7 mm lang. Der Kopf ist 0,12 mm lang und 0,1 mm breit, tief in den Thorax eingesunken und mit gerade verlaufenden Seitenrändern. Augen und Augenkegel fehlen. Die Antennen haben fünf Glieder. Der Thorax ist mit 0,16 mm etwas breiter als der Kopf und besteht nahezu ausschließlich aus dem trapezähnlichen Pronotum. Die Sternalplatte ist elliptisch, die Coxae weit auseinanderweichend. Das vordere Beinpaar ist deutlich kleiner und schwächer und endet mit einer kleinen Kralle, die hinteren beiden tragen jeweils eine kräftige Kralle. Das ovale Abdomen ist 0,55 mm lang und 0,35 mm breit. Es ist häutig und trägt weder Tergal- noch Sternalplatten. Die Bauchsegmente tragen maximal zwei Borsten in der Mitte und jeweils eine Borste an den Seiten. Das zweite bis fünfte Segment besitzt rechteckige, am Hinterende gegabelte Pleuriten, von denen der erste eine sehr kurze Borste trägt. Die Genitalplatte hat eine querverlaufende Reihe aus fünf bis sechs Stacheln.
Die Art wurde von den US-amerikanischen Entomologen Vernon Lyman Kellogg und Gordon Floyd Ferris im Jahr 1915 zunächst als Haemodipsus parvus beschrieben, etwas später im gleichen Jahr als Eulinognathus parvus. Sie schlugen aber bereits damals vor, die Art aufgrund der stark abweichenden Morphologie in eine neue Gattung zu überführen.